# Sören Määttä
Sören Määttä, "Slangen" kallad, född 13 augusti 1938 i Kiruna, är en svensk före detta professionell ishockeyspelare (forward).
Määttä representerade under sin karriär Kiruna AIF (1956/1957–1959/1960), Södertälje SK (1960/1961–1971/1972) och IK Tälje (1972/1973–1974/1975).